# Temple de Mussenden

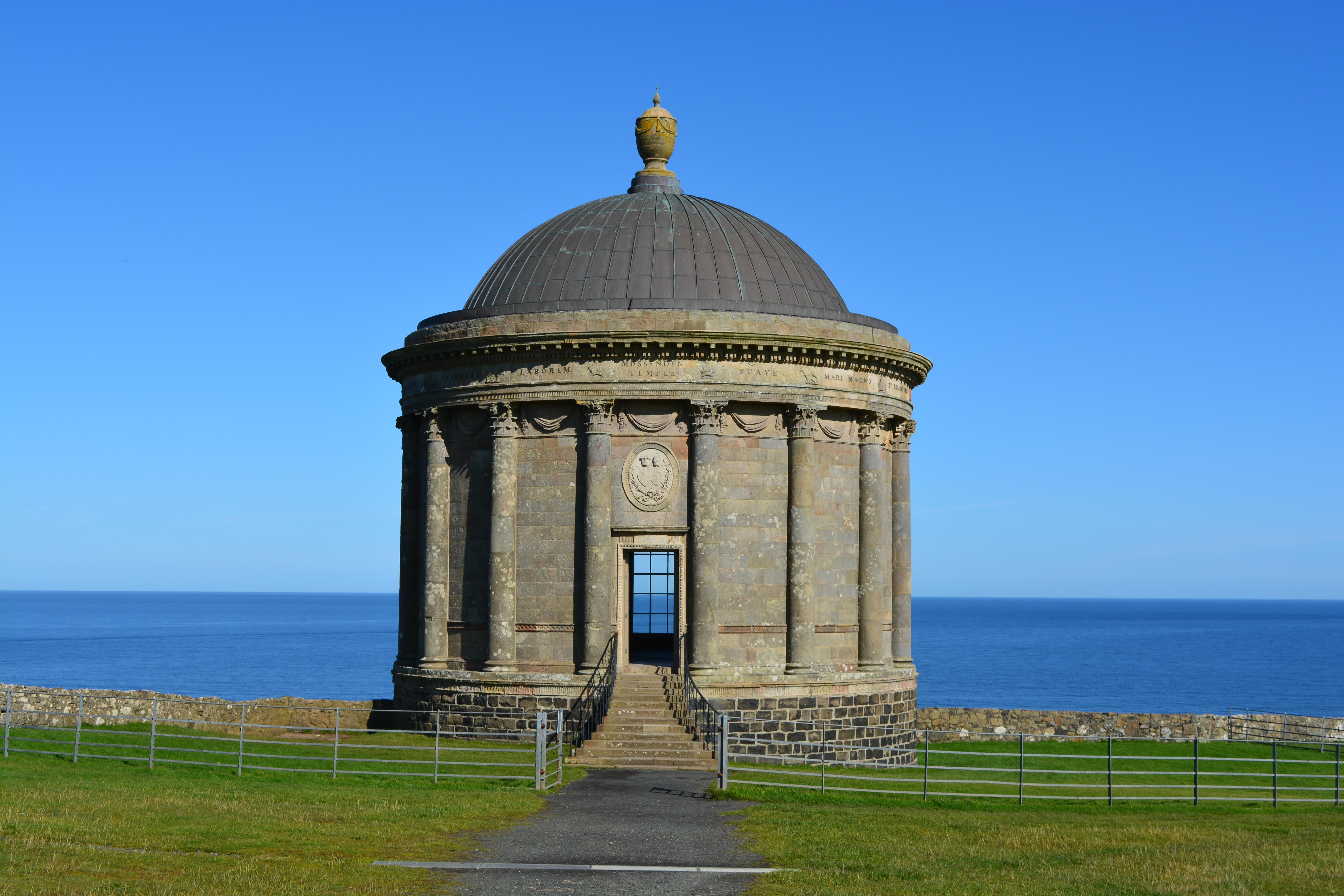
Le temple de Mussenden.

Le temple de Mussenden est un bâtiment circulaire situé au bord d'une falaise près de Castlerock, dans le comté de Derry, en Irlande du Nord. Il fut construit entre 1783 et 1785.

## Description
L'édifice est une fabrique de jardin dont l'architecture s'inspire du temple de Vesta à Rome. Il offre une vue vers l'ouest sur Downhill Strand, la péninsule de Magilligan et le comté de Donegal, puis à l'est vers la plage de Castlerock en direction de Portstewart, Portrush et Fair Head.

## Tourisme

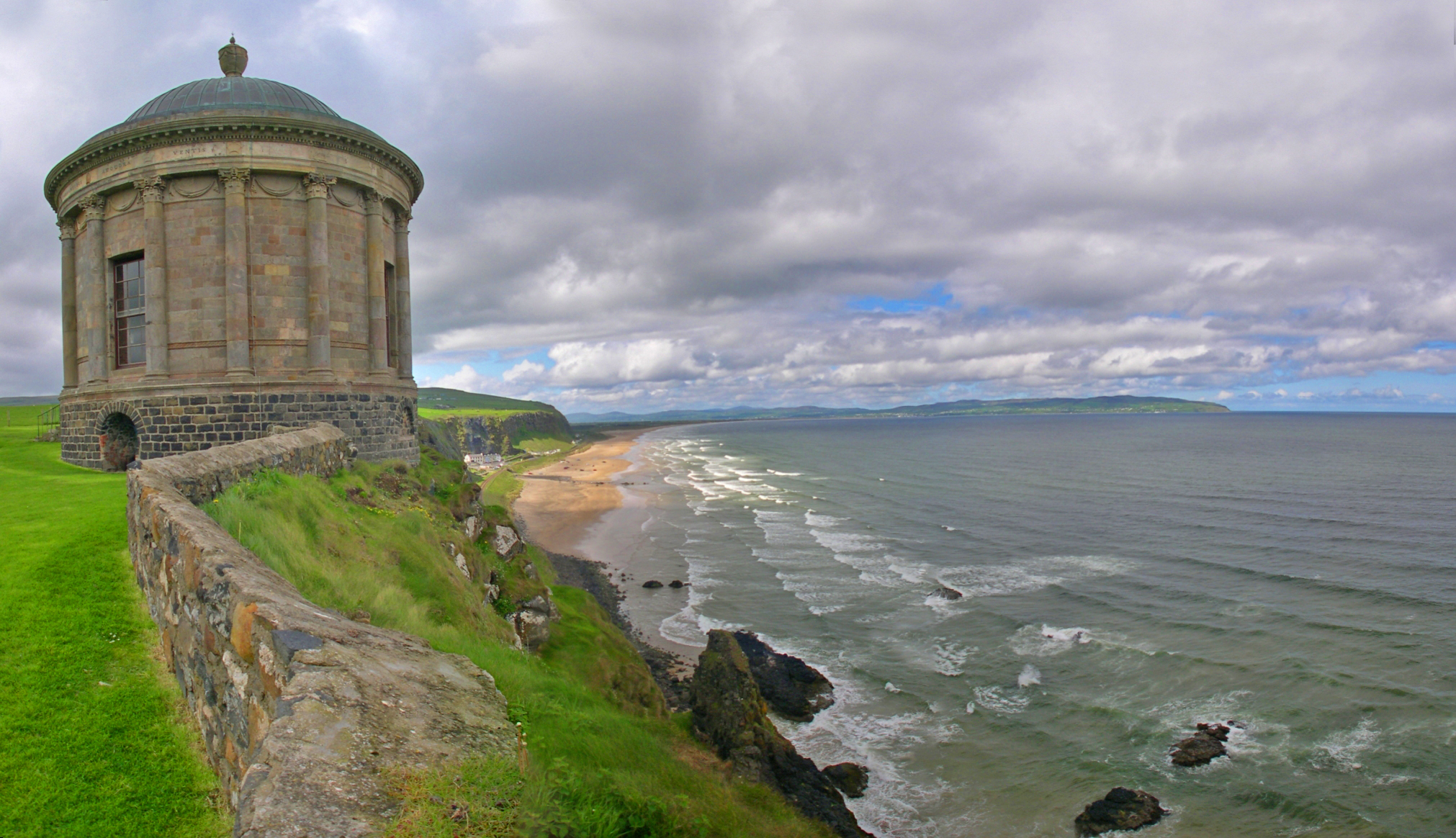
Emplacement du temple au bord de la falaise.

Le temple est désormais intégré au Mussenden Temple and Downhill Demesne, qui appartient au National Trust. Cette propriété regroupe, en plus du temple, un manoir du XVIIIe siècle ayant appartenu à un comte de Bristol et un cottage rural. Il est ouvert au public toute l'année.